# Lekande elefanter

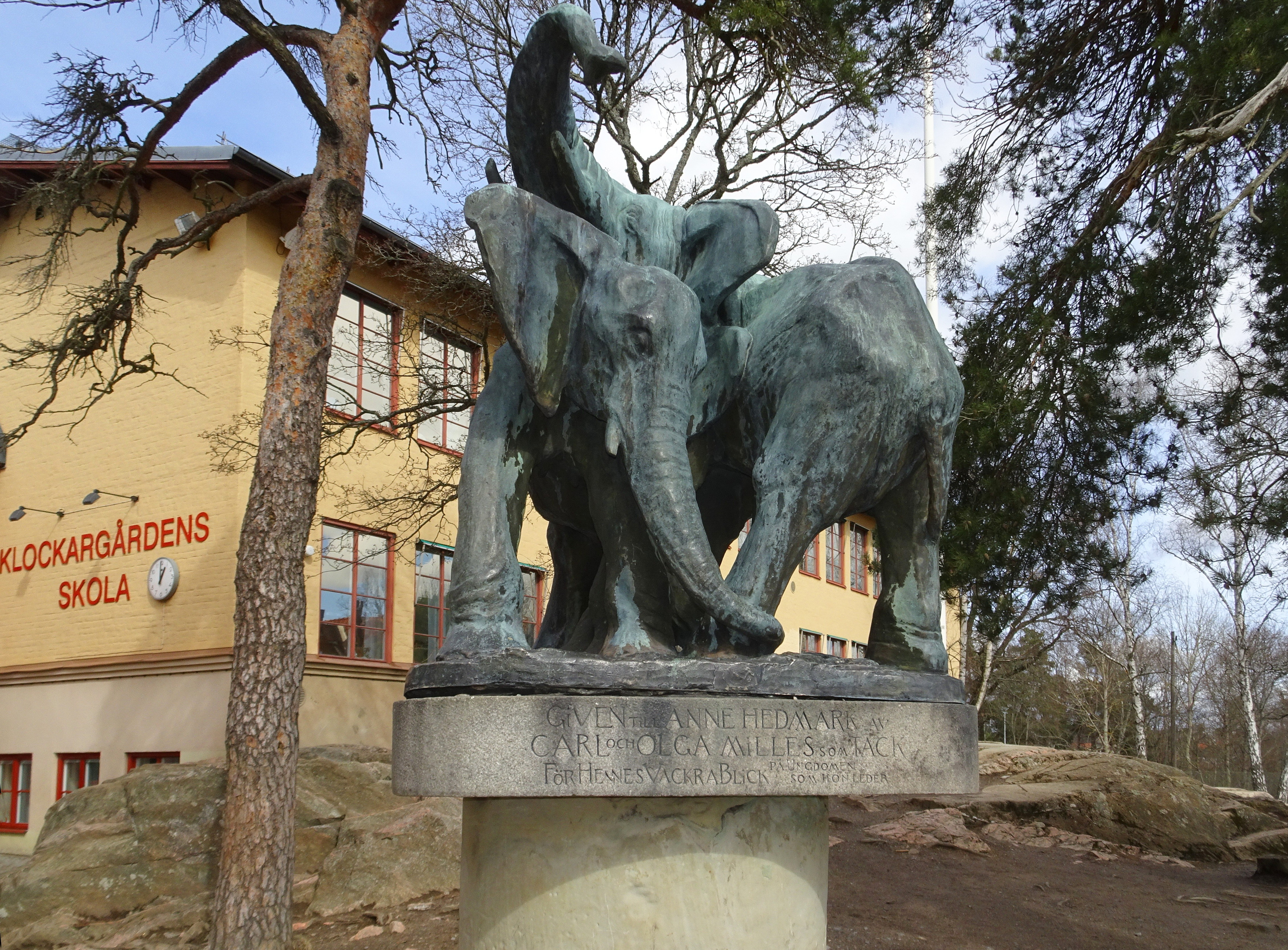
Lekande elefanter, april 2022.

Lekande elefanter (eller Studie av lekande elefanter) kallas en skulpturgrupp av Carl Milles som sedan 1947 finns på Klockargårdens skolas skolgård i Lidingö kommun.

## Historik

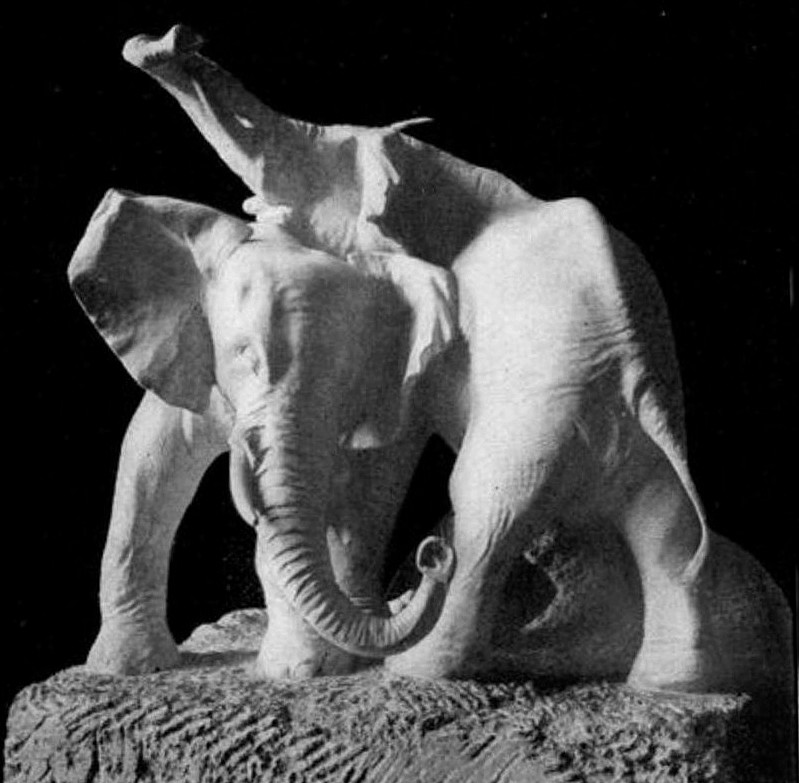
Studie i sten 1905.

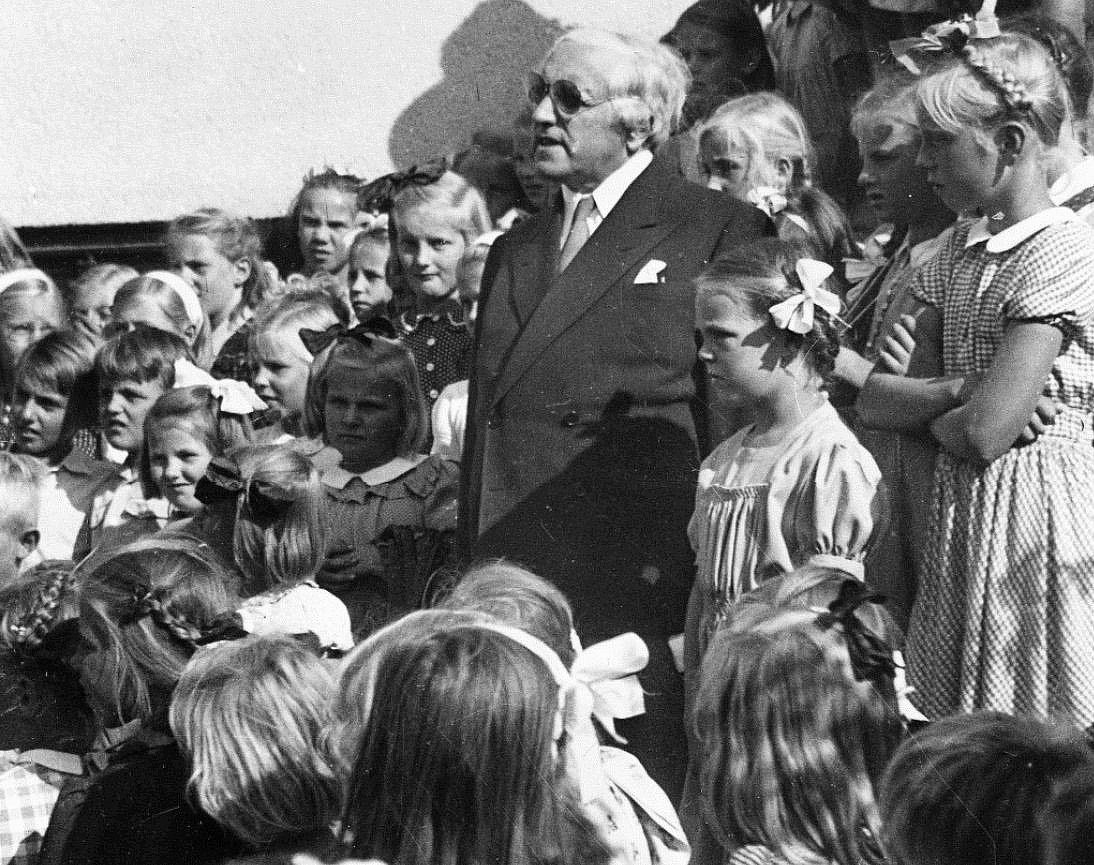
Milles vid invigningen 1947.

Lekande elefanter skapades av Milles efter modellstudier i djurparken Jardin des Plantes i Paris 1898. Resultatet blev flera elefantgrupper som Milles utförde kring sekelskiftet 1900. Det är tydligt att just elefanter hörde till hans favoritdjur då de gav möjlighet att arbeta med volym och massa. Vid den tiden övergick Milles till en tyngre skulptural stil, påverkad av tyska skulptörer och bildhuggare. 
Skulpturgruppen Lekande elefanter visar två elefanter som leker ömsint med varandra medan den ena lyfter på snabeln. Mellan 1903 och 1910 skapade Milles fem varianter med olika mått och i olika material som brons, marmor, ljusgrå savonitsten och försilvrad brons. Gruppen som finns på Klockargårdens skolas skolgård utfördes 1907 i brons på Millesgårdens ateljé. 1947 donerades den till skolan och avtäcktes under Carl Milles närvaro.
På elefantgruppens postament kan man läsa en kortfattad historik om hur gruppen kom till och hur den hamnade på Klockarskolan: 
| ” | Studie av lekande elefanter utförd i Lidingöateliern år 1907 efter modellstudier i Paris 1898 Given till Anne Hedmark av Carl och Olga Milles som tack för hennes vackra blick på ungdomen som hon leder Anna giver gruppen till Lidingö skolbarn 1947 | „ |

Anne Hedmark (1899–1993) var lärare vid skolan och god vän med familjen Milles. Med tiden lämnade Anna Hedmark sin lärartjänst för en befattning på Millesgården som bland annat värdinna, sekreterare och intendent. Hon bodde där till 1986 i det efter henne uppkallade Annes hus.

## Sockeltexten

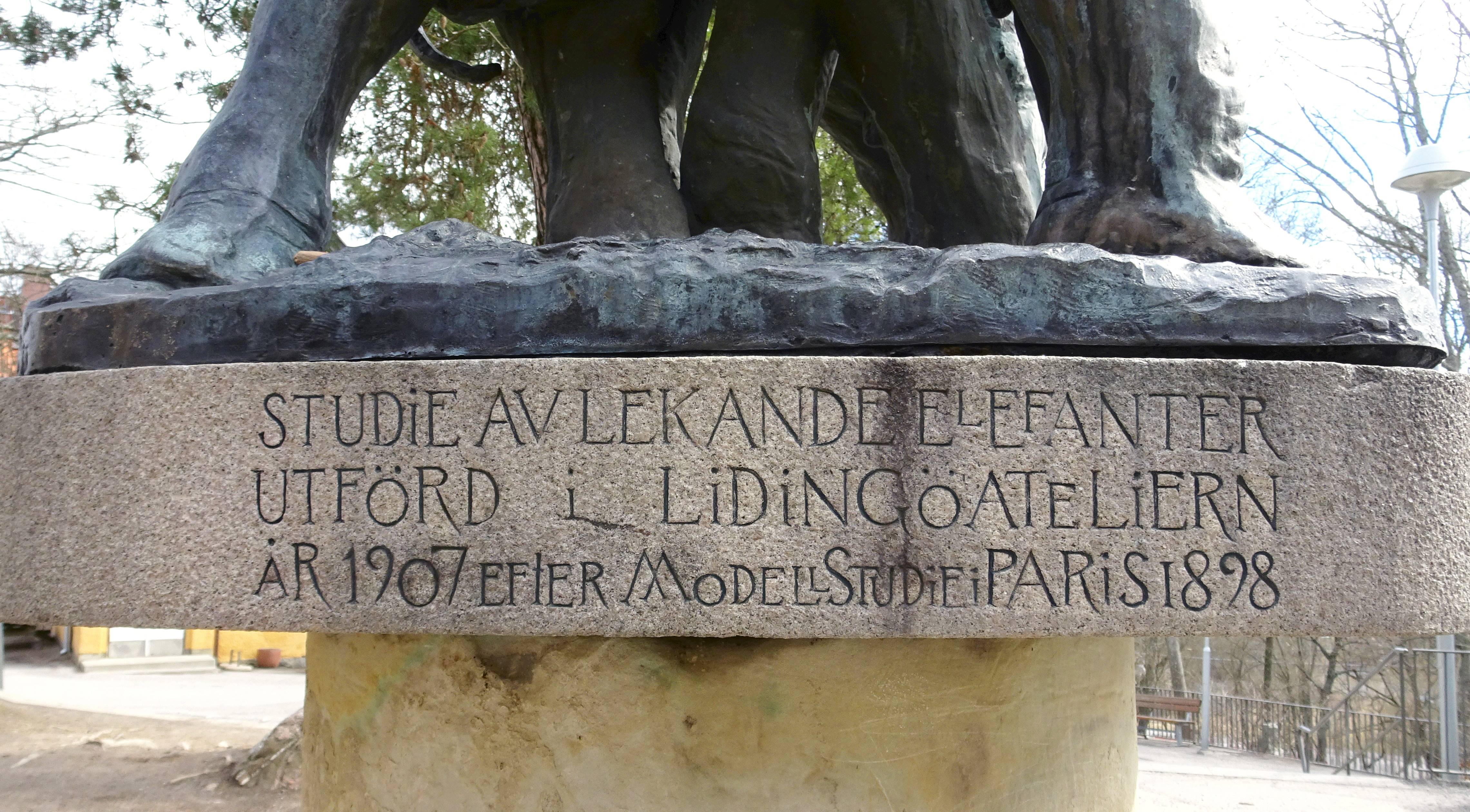
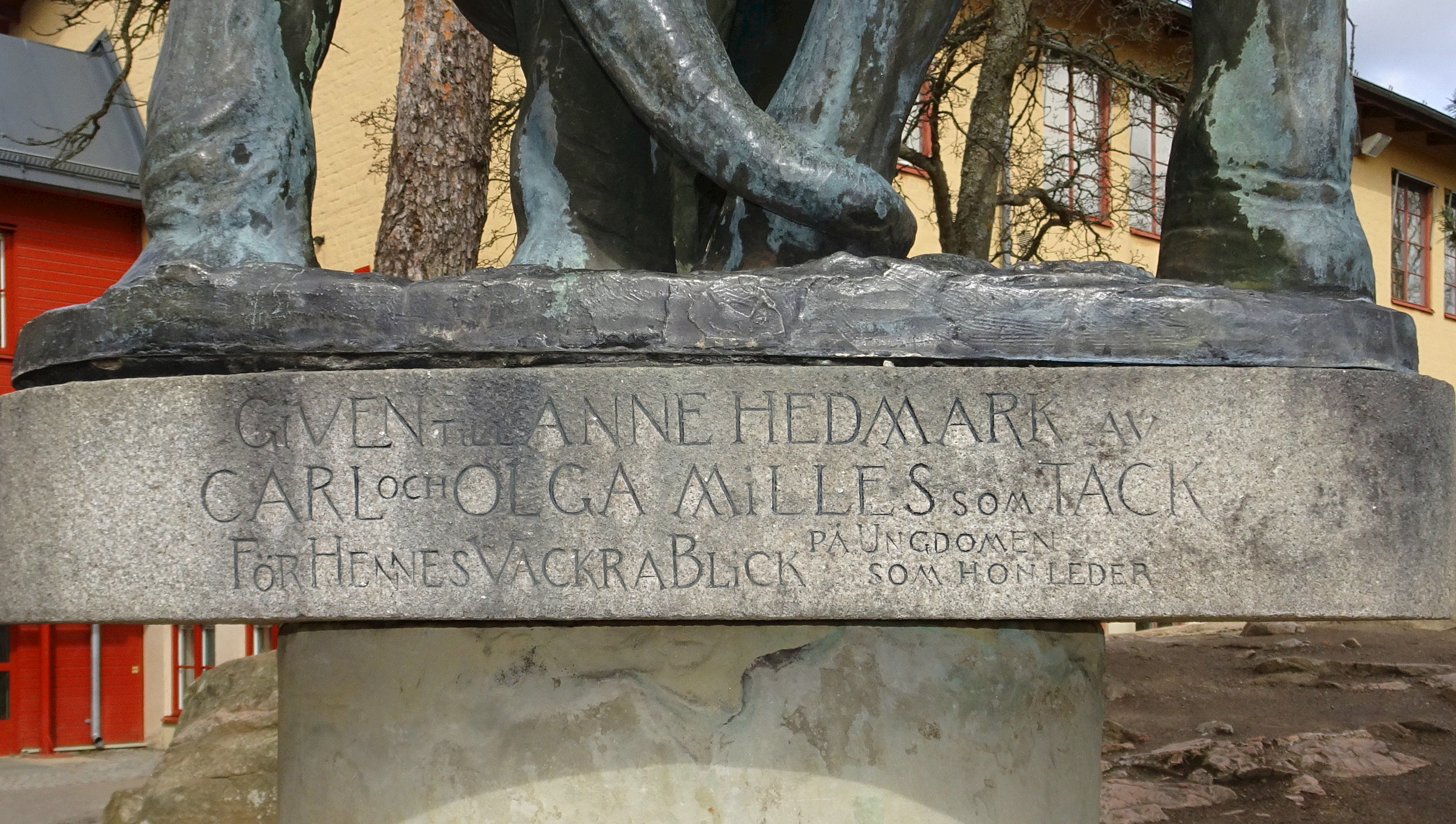
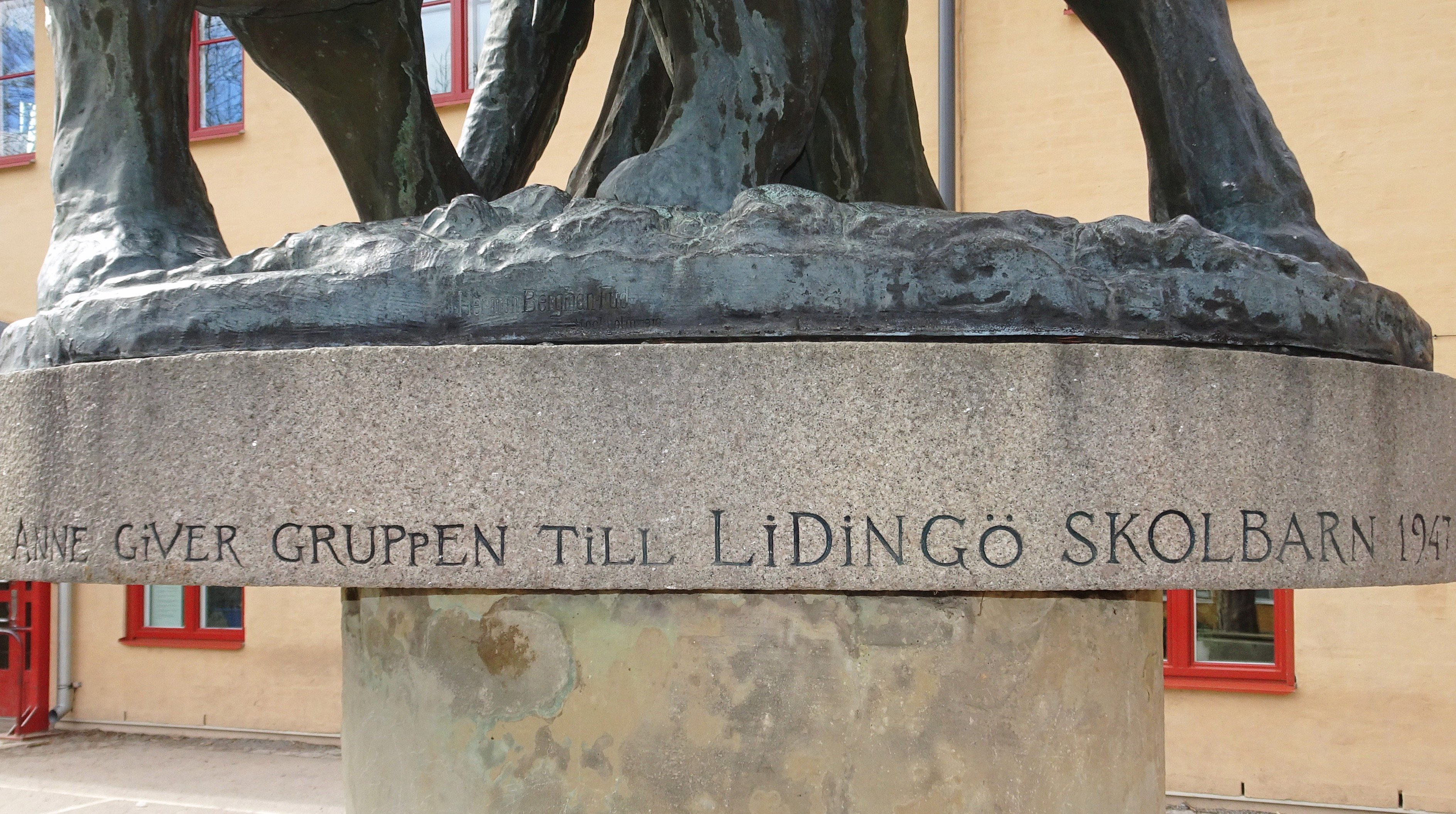